# Lloro por ti
«Lloro por ti» es el segundo sencillo lanzado por el cantautor español Enrique Iglesias, publicado como el segundo y último sencillo de su álbum recopilatorio 95/08 éxitos (2008). La canción fue lanzada como un sencillo oficial el 2 de junio de 2008.
Enrique Iglesias presentó "Lloro por ti" el 17 de julio de 2008 en los Premios Juventud junto a Aventura.

## Video musical
El video musical se estrenó el 30 de junio de 2008 en un canal de videos. El video es visible en la página oficial del cantante.

## Versión Remix
El remix oficial de "Lloro por ti" cuenta con la colaboración de Wisin y Yandel. El video del remix fue filmado en Los Ángeles, y se estrenó en MTV Tr3s.

## Posicionamiento en listas
Después de estar en el top 10 en el Hot Latin Tracks de éxitos durante casi dos meses, "Lloro por ti" alcanzó el número uno el 8 de noviembre. Además, se mantuvo en la cima durante 2 semanas. Como resultado, Enrique Iglesias logró con esta canción 20 números uno en la lista.

## Listas
| Listas (2008)                         | Posición máxima |
| ------------------------------------- | --------------- |
| U.S. Billboard Hot 100                | 91              |
| U.S. Billboard Hot Latin Songs        | 1               |
| U.S. Billboard Latin Pop Airplay      | 2               |
| U.S. Billboard Latin Tropical Airplay | 18              |
| U.S. Billboard Radio Songs            | 63              |
| Listas (2009/2010)                    | Posición máxima |
| Venezuelan Singles Chart              | 1               |
| Venezuelan Latin Chart                | 1               |

### Sucesión en las listas
| Predecesor: No me doy por vencido de Luis Fonsi | U.S. Billboard Hot Latin Songs — Sencillo N°. 1 8 de noviembre de 2008 - 21 de noviembre de 2008 | Sucesor: No me doy por vencido de Luis Fonsi |

| Predecesor: Looking for Paradise de Alejandro Sanz con Alicia Keys | Venezuelan Latin Charts — Sencillo N°. 1 (Primera vuelta) 3 de diciembre de 2009 - 9 de diciembre de 2009 | Sucesor: Feliz navidad de Tito "el Tambino" |
| Predecesor: Feliz navidad de Tito "el Bambino"                     | Venezuelan Latin Chart - Sencillo N°. 1 (Segunda vuelta) 17 de diciembre de 2009 - 3 de febrero de 2010   | Sucesor: Te pido perdón de Tito el Bambino  |

| Predecesor: Amar es vivir de Xiva | Venezuelan Singles Chart - Sencillo N°. 1 2 de febrero de 2010 - 8 de febrero de 2010 | Sucesor: Bésala de Mulato |